# Хунатинг-Вестра
Хунатинг-Вестра (исл. Húnaþing vestra, исландское произношение: [ˈhuːnaˌθiŋk ˈvɛstra]) — община на северо-западе Исландии в регионе Нордюрланд-Вестра. В 2022 году в общине на 3023 км² проживало 1222 человек.

## История
Община Хунатинг-Вестра была основана 7 июня 1998 года путем слияния всех семи сельских общин Вестюр-Хунаватнссислы — Стадархреппюр (исл. Staðarhreppur), Фремри-Торвюстадархреппюр (исл. Fremri-Torfustaðahreppur), Итри-Торвюстадархреппюр (исл. Ytri-Torfustaðahreppur), Хвамстаунгахреппюр (исл. Hvammstangahreppur), Киркьюхвамсхреппюр (исл. Kirkjuhvammshreppur), Твераурхреппюр (исл. Þverárhreppur ) и Торкельсхоульсхреппюр (исл. Þorkelshólshreppur).
1 января 2012 года к Хунатинг-Вестра была присоединена сельская община Баярреппюр (исл. Bæjarhreppur), при этом по решению жителей было принято оставить название Хунатинг-Вестра для новой объединенной общины.

## География
Община Хунатинг-Вестра находится в северной части Исландии в регионе Нордюрланд-Вестра и по площади земель является одной из крупнейших общин на острове. Земли общины в основном располагаются вокруг фьордового комплекса Хунафлоуи (у берегов Хрута-фьорда, Мид-фьорда и Хуна-фьорда).
Территория общины граничит на западе с землями общин Страндабиггд и Далабиггд, на юге с землями Боргарбиггд. На востоке Хунатинг-Вестра граничит с общиной Хунабиггд.
В Хунатинг-Вестра есть город Хвамстаунги и несколько фермерских усадеб, а также полузаброшенные хутора Лёйгарбакки, Рейкир и Бордейри. В 2022 году население Хвамстаунги, который является единственным населенным пунктом и административным центром общины, составляло 627 человек.

## Инфраструктура
По территории общины проходит участок кольцевой дороги Хрингвегюр 1, региональные дороги Лахсаурдальсвегюр 59, Иннстрандавегюр 68 и Хваммстаунгавегюр 72. Имеется несколько дорог местного значения — Аднарватнсвегюр 578, Хрутатунгювегюр 701, Хеггстаданесвегюр 702, Хаульсабайявегюр 703, Мидфьярдарвегюр 704, Вестюраурдальсвегюр 705, Нупсдальсвегюр 706, Ватнснесвегюр 111, Торгримсстадавегюр 712, Хвитсерксвегюр 713, Фитьявегюр 714, Видадальсвегюр 715, Сидювегюр 716 и Боргарвегюр 717.
Также есть две горные дороги местного значения — Аднарватнсвегюр F578 и Хёйкадальсскардсвегюр F586, открытые для движения в летний период и только для транспортных средств повышенной проходимости.
Неподалёку от земель общины, в городе Блёндюоус есть аэропорт местного значения. Ближайшими международными аэропортами являются аэропорт Акюрейри и и аэропорт Кеблавика.

## Население
На 1 января 2022 года численность населения составляет 1222 человека. Плотность населения составляет 0,4 чел. на км².
Источник: Mannfjöldi eftir kyni, aldri og sveitarfélögum 1998-2022 (исл.). hagstofa.is. Reykjavík: Hagstofa Íslands [Статистическая служба Исландии]. Дата обращения: 20 августа 2022.

## Галерея

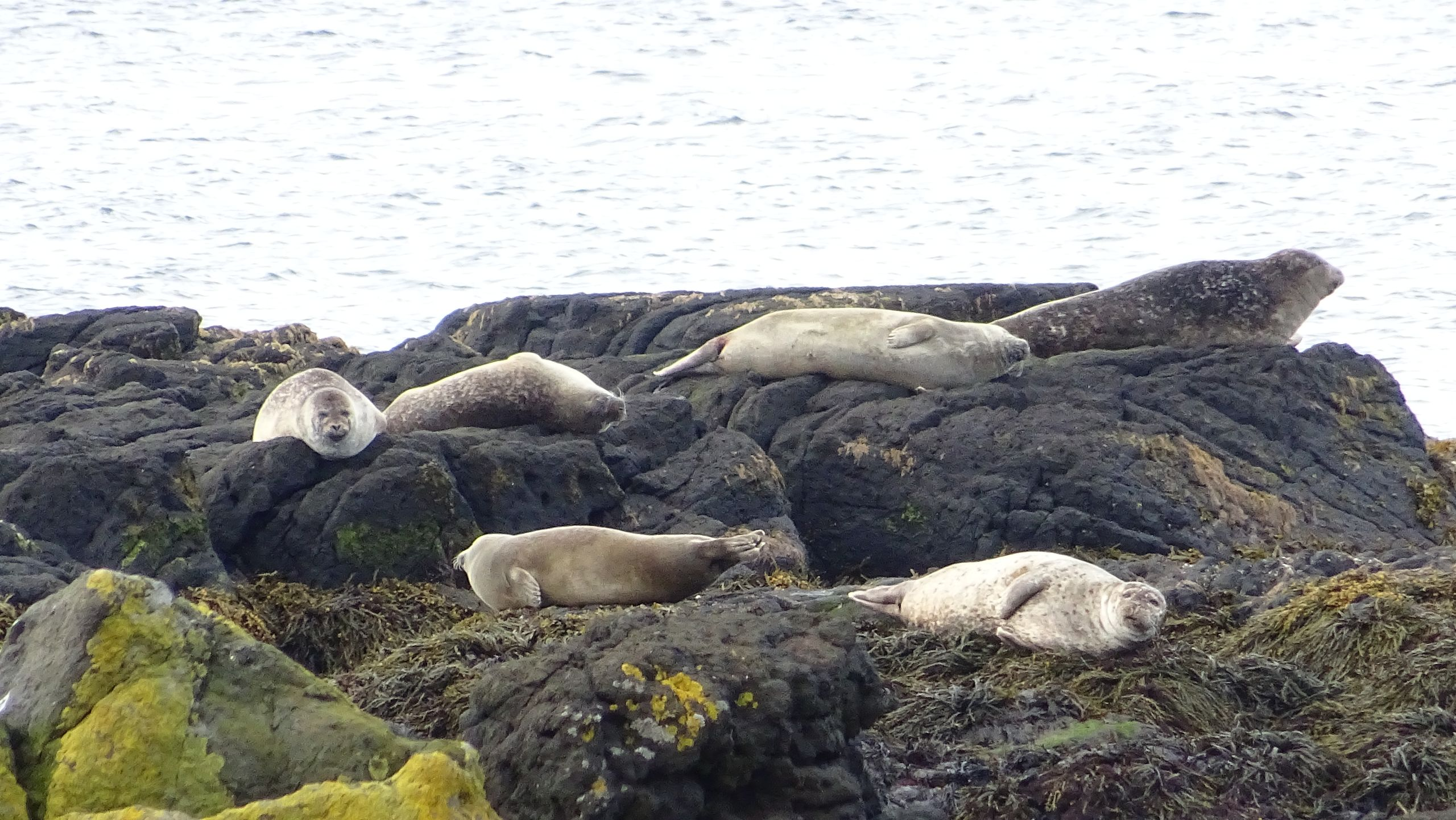
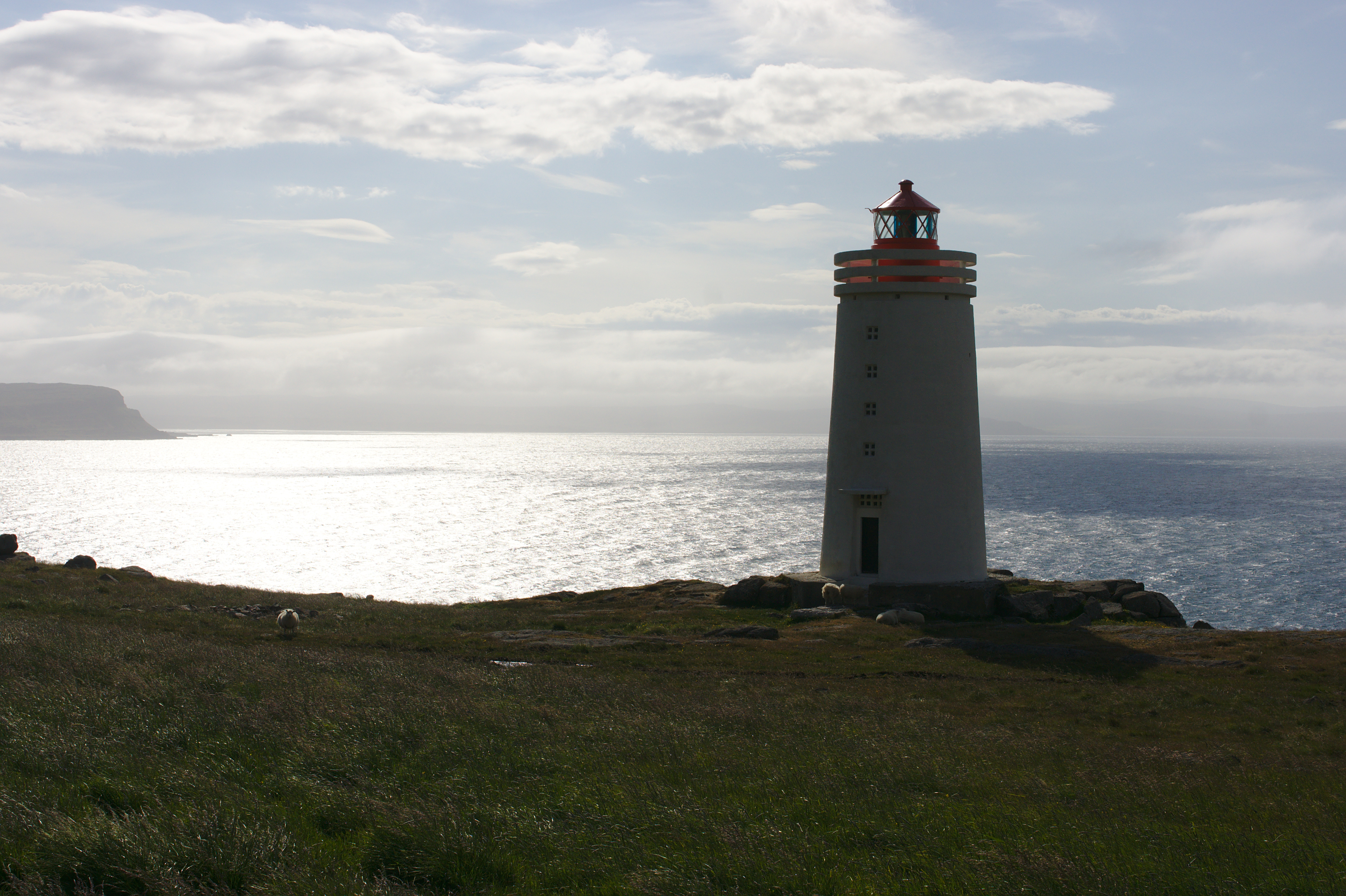
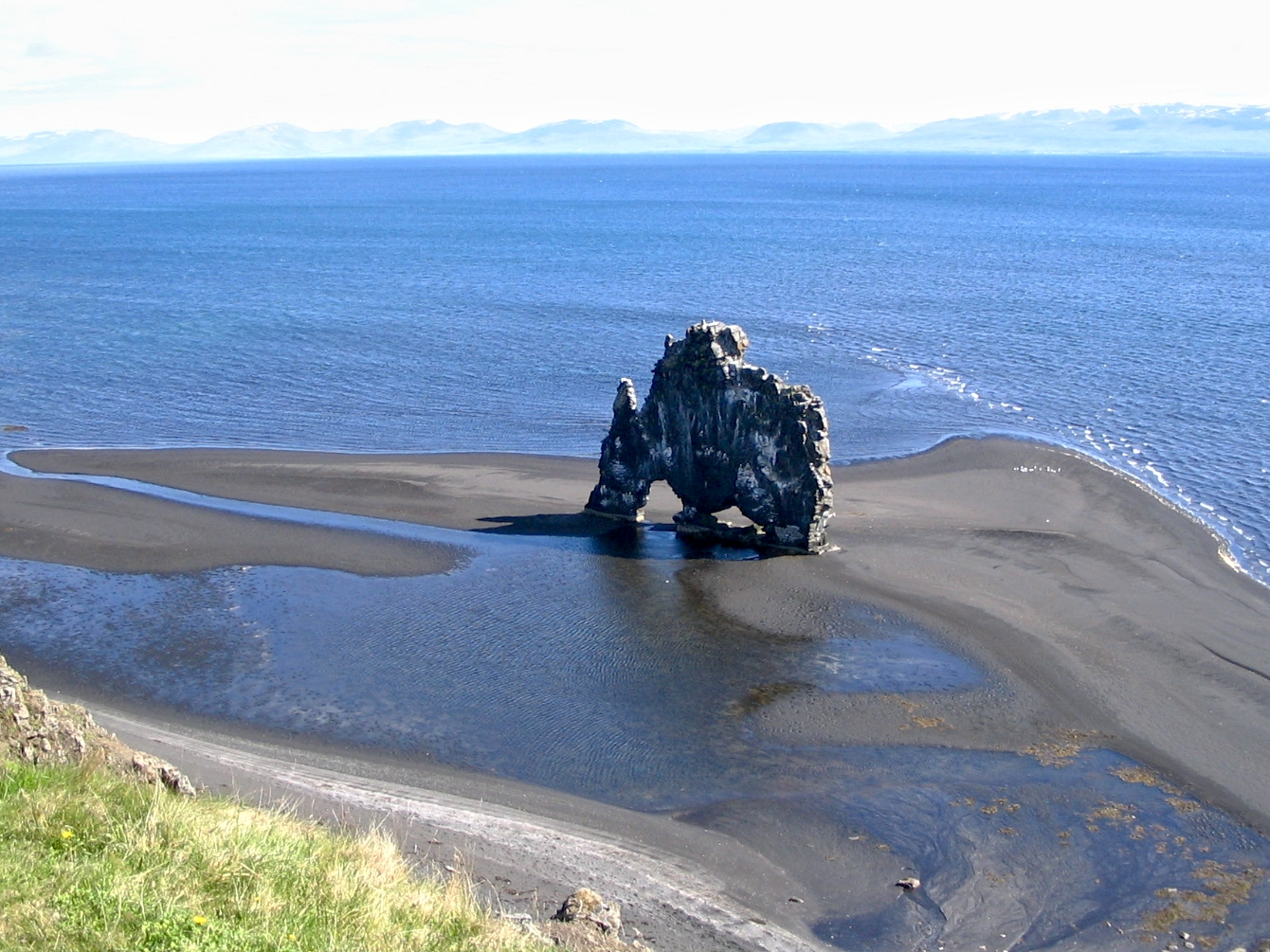
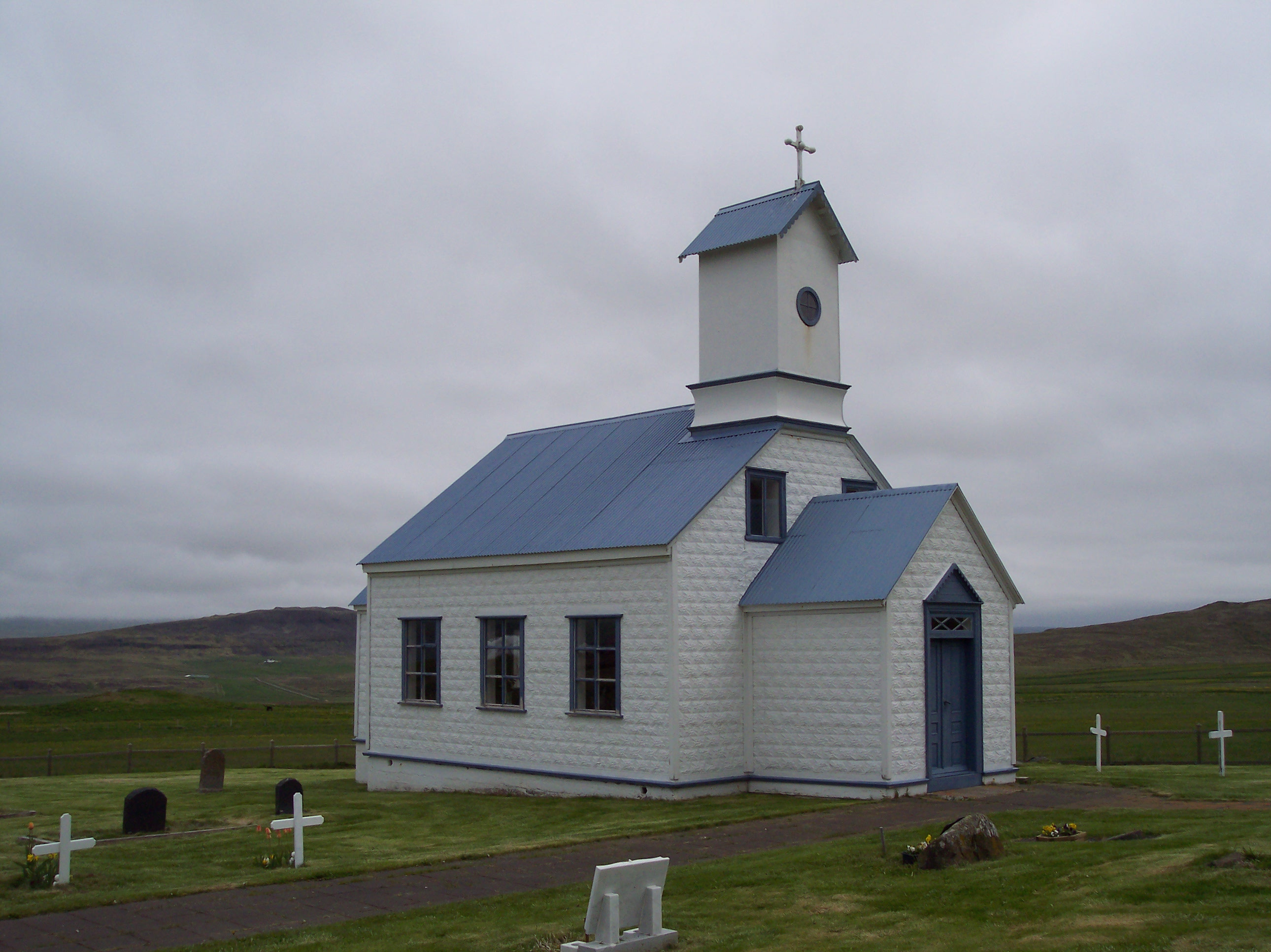
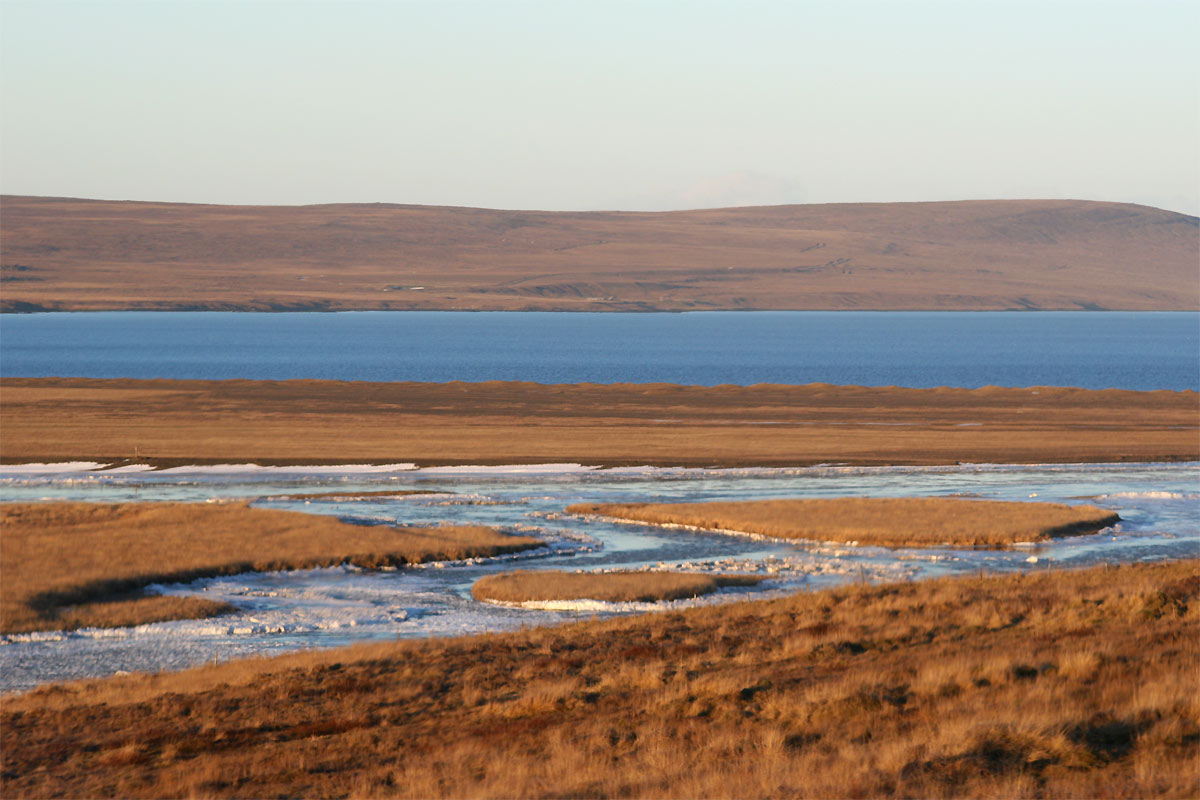

Достопримечательности на территории общины
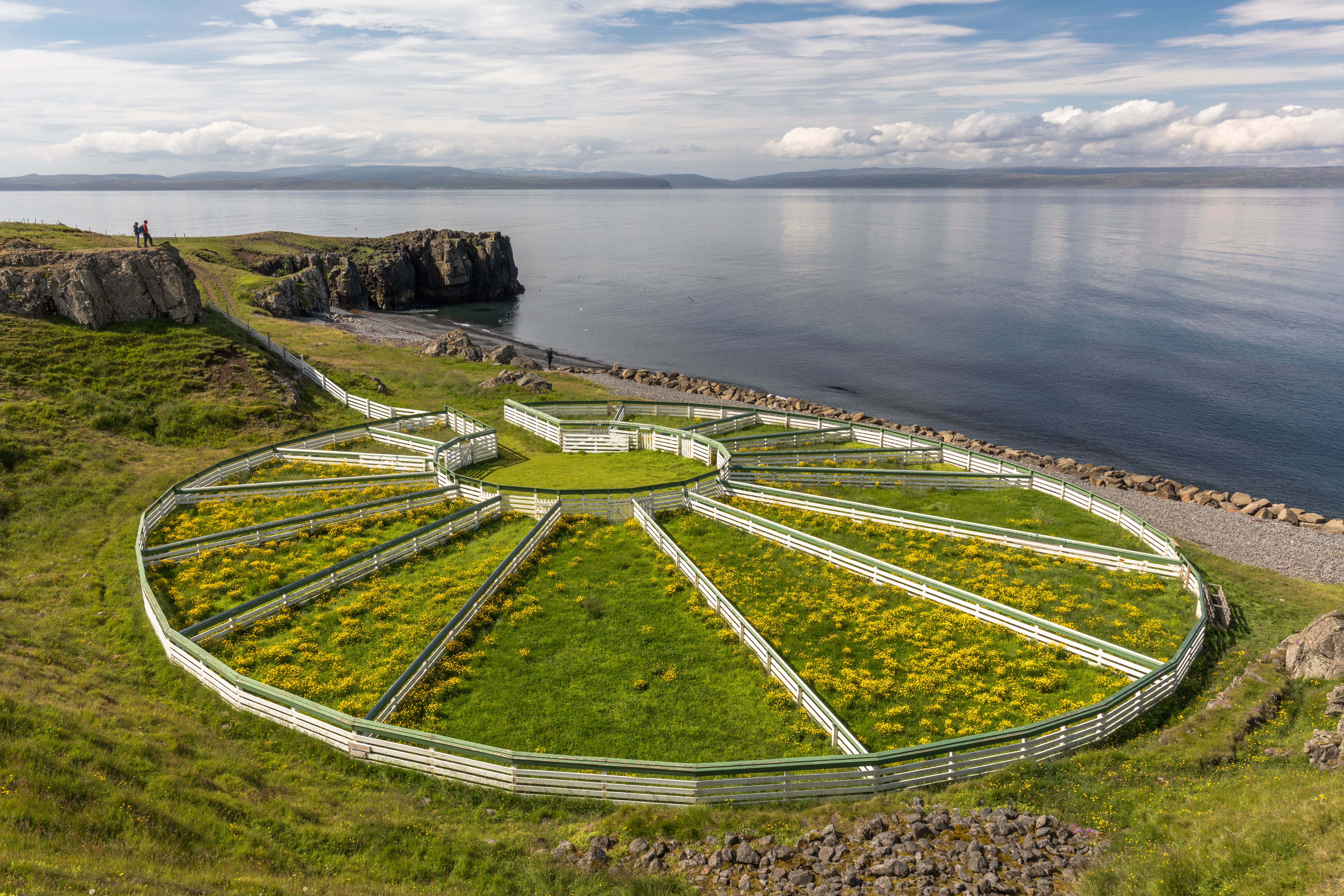
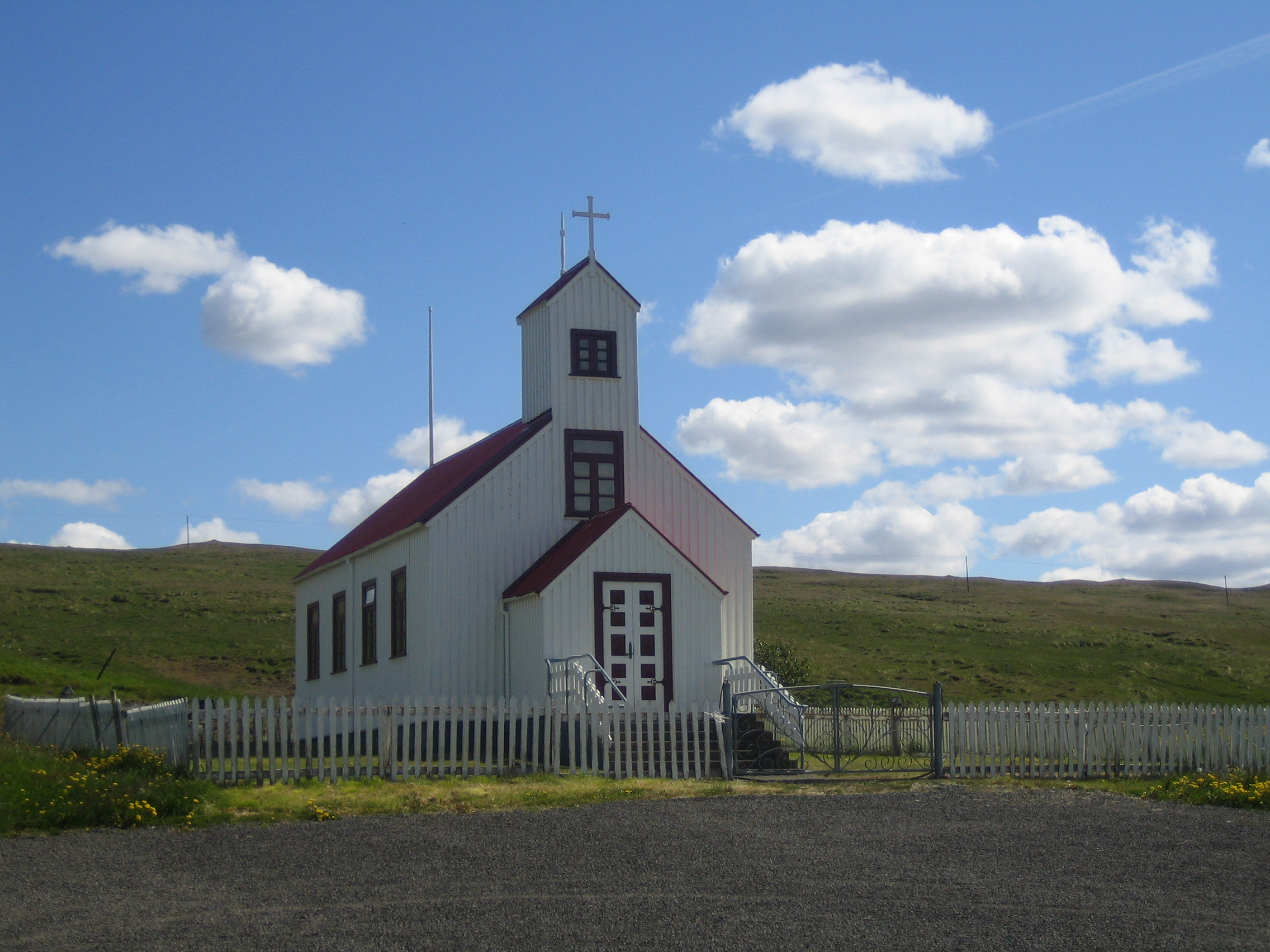
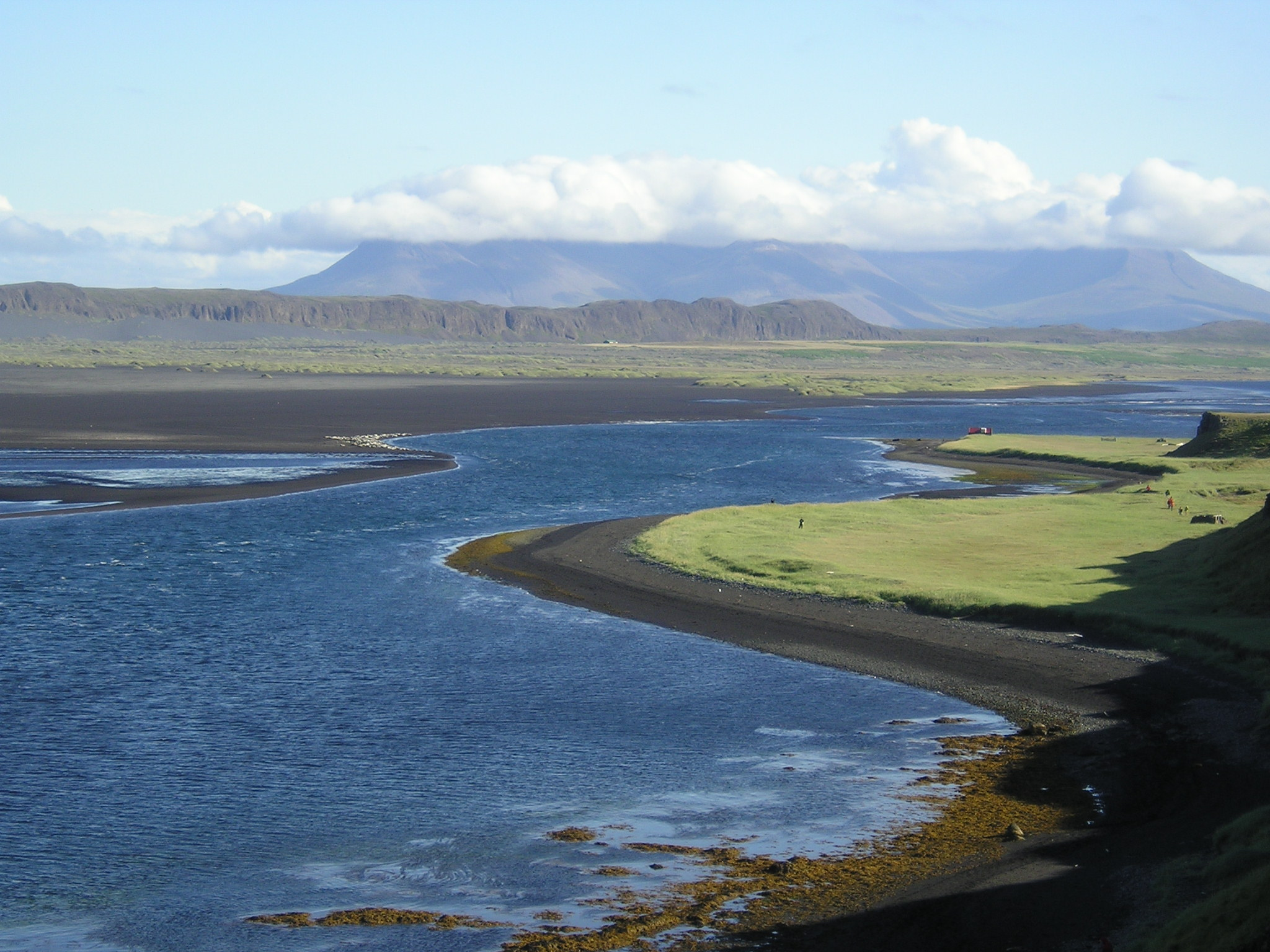
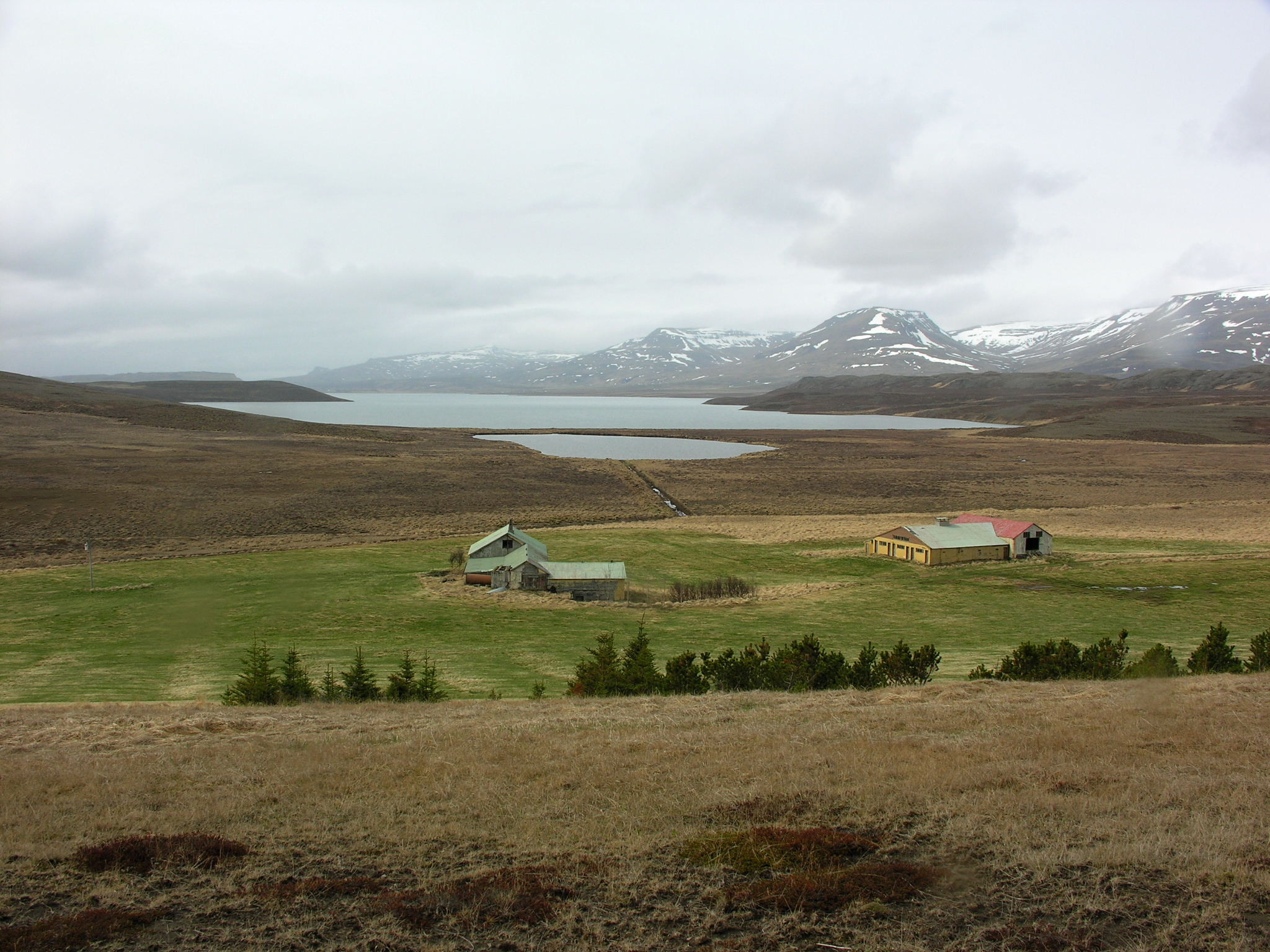
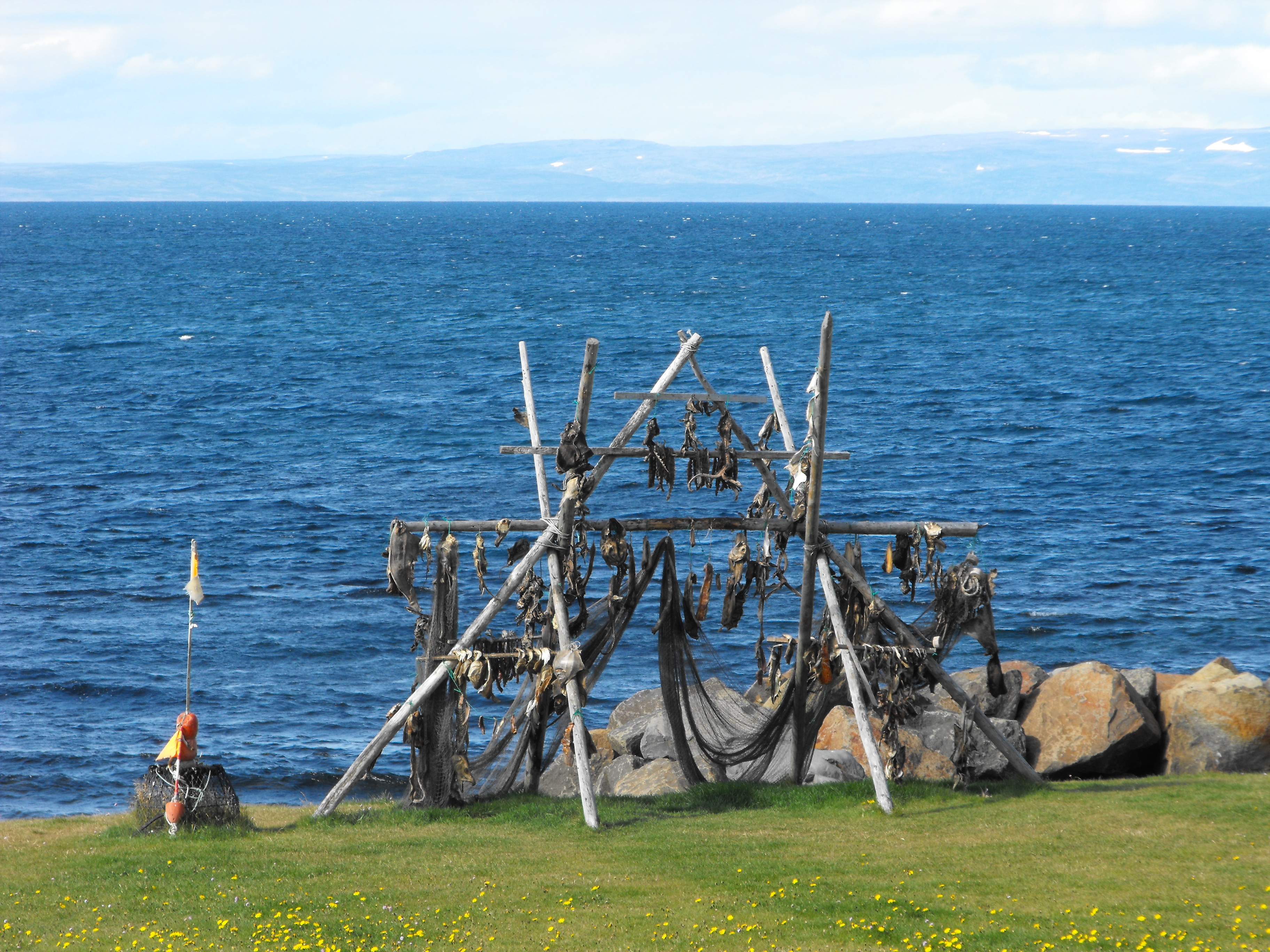